# Estación de Sevilla-La Enramadilla
Sevilla-La Enramadilla fue una estación de ferrocarril situada en el municipio español de Sevilla, actualmente desaparecida.

## Historia
Las instalaciones fueron levantadas por la Compañía del Ferrocarril de Sevilla a Alcalá y Carmona como cabecera de la línea férrea a Alcalá de Guadaíra. La estación, que tenía un carácter terminal, fue inaugurada en 1902. La Enramadilla se encontraba situada junto a la estación de Sevilla-San Bernardo, de la compañía «Andaluces». En 1930, debido a la mala situación económica de la compañía propietaria, la gestión pasó a manos del organismo de Explotación de Ferrocarriles por el Estado (EFE). En 1941, con la nacionalización de los ferrocarriles de ancho ibérico, las instalaciones pasaron a manos de la recién creada RENFE. La estación de La Enramadilla se mantuvo en servicio hasta su clausura en 1952, pasando a ser utilizada como depósito de material. En la actualidad no se conservan las instalaciones originales.